# Aguas Blancas (Orán)
Aguas Blancas (weiße Wässer) ist ein Ort im Nordwesten Argentiniens. Er gehört zum Departamento Orán in der Provinz Salta und liegt am Río Bermejo in unmittelbarer Nähe zur östlich gelegenen bolivianischen Stadt Bermejo. 2001 hatte der Ort 1400 Einwohner.
Aguas Blancas ist nach Norden über die Brücke „Puente Internacional Aguas Blancas - Bermejo“ mit der bolivianischen Fernstraße Ruta 1 verbunden, die den gesamten bolivianischen Altiplano mit den Metropolen Tarija, Potosí, Oruro und El Alto von Süden nach Norden durchquert und am Titicaca-See die peruanische Grenze erreicht.
Nach Süden führt die argentinische Ruta Nacional 50 nach San Ramón de la Nueva Orán und Pichanal und nach Westen die Ruta Provincial 19.
Wenige Kilometer südwestlich liegt der Parque Provincial Laguna Pintascayo.